# 59. Grammy-gála
Az 59. Grammy-gála megrendezésére 2017. február 12-én került sor a Los Angeles-i Staples Centerben. A műsort a CBS tévécsatorna közvetítette. A showt összesen 26,07 millió néző követte nyomon.

## Díjazottak és jelöltek
A nyertesek és a jelöltek kategóriánként:

### Általános
Az év felvétele
- "Hello" – Adele
- "Formation" – Beyoncé
- "7 Years" – Lukas Graham
- "Work" – Rihanna featuring Drake
- "Stressed Out" – Twenty One Pilots

Az év albuma
- 25 – Adele
- Lemonade – Beyoncé
- Purpose – Justin Bieber
- Views – Drake
- A Sailor's Guide to Earth – Sturgill Simpson

Az év dala
- "Hello" – Adele
- "Formation" – Beyoncé
- "I Took a Pill in Ibiza" – Mike Posner
- "Love Yourself" – Justin Bieber
- "7 Years" – Lukas Graham

Legjobb új előadó
- Chance the Rapper
- Kelsea Ballerini
- The Chainsmokers
- Maren Morris
- Anderson Paak

## Fellépők
| Artist(s)                                                                   | Song(s)                                                                                |
| --------------------------------------------------------------------------- | -------------------------------------------------------------------------------------- |
| Adele                                                                       | "Hello"                                                                                |
| The Weeknd Daft Punk                                                        | "Starboy" (intro) "I Feel It Coming"                                                   |
| Keith Urban Carrie Underwood                                                | "The Fighter"                                                                          |
| Ed Sheeran                                                                  | "Shape of You"                                                                         |
| Lukas Graham Kelsea Ballerini                                               | "7 Years" "Peter Pan"                                                                  |
| Beyoncé                                                                     | "Love Drought" "Sandcastles"                                                           |
| Bruno Mars                                                                  | "That's What I Like"                                                                   |
| Katy Perry Skip Marley                                                      | "Chained to the Rhythm"                                                                |
| William Bell Gary Clark Jr.                                                 | "Born Under a Bad Sign"                                                                |
| Maren Morris Alicia Keys                                                    | "Once"                                                                                 |
| Adele                                                                       | Tribute to George Michael "Fastlove"                                                   |
| Metallica Lady Gaga                                                         | "Moth into Flame"                                                                      |
| Sturgill Simpson The Dap-Kings                                              | Tribute to Sharon Jones "All Around You"                                               |
| Demi Lovato Tori Kelly Little Big TownAndra Day                             | Tribute to the Bee Gees "Stayin' Alive" "Tragedy" How Deep Is Your Love" "Night Fever" |
| A Tribe Called Quest Anderson .Paak Busta Rhymes Consequence                | "Award Tour" "Movin Backwards" "We the People...."                                     |
| The Time Bruno Mars                                                         | Tribute to Prince "Jungle Love" "The Bird" Let's Go Crazy"                             |
| Pentatonix                                                                  | "ABC"                                                                                  |
| Chance the RapperKirk FranklinFrancis and the LightsTamela MannNicole Steen | "How Great" "All We Got"                                                               |
| John Legend Cynthia Erivo                                                   | In Memoriam"God Only Knows"                                                            |